# Stadtwerke Schwäbisch Hall
Die Stadtwerke Schwäbisch Hall GmbH ist ein 1971 gegründetes kommunales Energiedienstleistungsunternehmen mit Sitz in Schwäbisch Hall, das Strom, Erdgas, Wärme und Wasser liefert und verteilt; Strom und Wärme werden zu einem Großteil aus erneuerbaren Energien und mittels Kraft-Wärme-Kopplungsanlagen erzeugt. Außerdem betreibt das Unternehmen zwei Erdgastankstellen, mehrere Elektroladestationen sowie Bäder und Parkierungseinrichtungen und bietet deutschlandweit sowie in Österreich energiewirtschaftliche Dienstleistungen an.

## Geschichte
Die Stadtwerke Schwäbisch Hall wurden am 1. Januar 1971 in Schwäbisch Hall gegründet. Zuvor kaufte die Stadt Schwäbisch Hall bereits den privatwirtschaftlichen Stromversorger E-Werk Heller, um die Stromversorgung in die eigenen Hände zu nehmen. Dieser wurde mit dem eigens geführten Wasser- und Gaswerk verschmolzen, woraus schließlich die Stadtwerke Schwäbisch Hall GmbH entstand.
1973 wurde ein eigenes Hallenbad eingeweiht. Im gleichen Jahr wurde ein neues Gaswerk in Hessental fertiggestellt und das alte Gaswerk abgebaut. 1975 wurde ein Wasserhochbehälter auf dem Schwäbisch Haller Streiflesberg fertiggestellt und das erste Fernheizwerk in Betrieb genommen. Dieses wurde zunächst mit Flüssiggas betrieben und später auf Erdgas umgestellt.
Zum Jahresbeginn 1975 wurden die Geschäftsanteile der Kocherwerke GmbH (kleiner Stromerzeugungsbetrieb aus Schwäbisch Hall) übernommen. Deren beiden Wasserkraftturbinen in Steinbach und die beiden Turbinen der ehemaligen Hellerschen Mühle waren die ersten beiden Stromerzeugungsanlagen der Stadtwerke Schwäbisch Hall GmbH. Der Hauptteil des Stroms für Schwäbisch Hall kam damals von der Energie-Versorgung Schwaben AG (EVS), heute Energie Baden-Württemberg AG (EnBW).
1978 sicherte sich Schwäbisch Hall das Recht, an die überregionale Fernerdgasleitung Crailsheim - Schwäbisch Hall - Stuttgart angeschlossen zu werden. Bis 1979 übernahmen die Stadtwerke Schwäbisch Hall drei weitere Wasserkraftanlagen (Stadtmühle, Ripperg und Neuberg). Die Eigenerzeugung lag nun bei 4 % des Stromverbrauchs in Schwäbisch Hall.
1981 wurden den Stadtwerken Schwäbisch Hall die Betriebe der Wasserversorgung in den Schwäbisch Haller Teilorten mit Aktiva und Passiva übertragen. 1983 bauten die Stadtwerke außerdem einen weiteren Wasserhochbehälter auf dem Schwäbisch Haller Aussichtsberg Einkorn. Mit Strom aus Wasserkraft und Blockheizkraftwerken (BHKW) wollten die Stadtwerke Schwäbisch Hall den Anteil der Eigenstromerzeugung erhöhen. 1984 gingen zwei Blockheizkraftwerke in Betrieb: das mit Erdgas betriebene BHKW auf dem Teuershof und das mit Biogas betriebene BHKW an der Kläranlage Vogelholz. 1985 wurden in den Umbau von Freibad Schenkensee und Hallenbad 8,5 Mio. DM investiert. Aus dem Hallenbad wurde ein modernes Freizeitbad inklusive Sauna.
1989/90 wurde ein Wasserkraftwerk am Dreimühlenwehr errichtet. 1991 beteiligten sich die Stadtwerke Schwäbisch Hall mit 40 % an der Gründung der Stadtwerke Neustrelitz und leiteten bis 1996 dessen Geschäfte. Außerdem ging 1991 das neue Umspannwerk in der Stadtheide in Betrieb. 1993 übernahmen die Stadtwerke Schwäbisch Hall das Heizkraftwerk des Diakonischen Krankenhauses und modernisierten dieses. 1994 ging das erste Gas- und Dampfkraftwerk der Stadtwerke Schwäbisch Hall in Betrieb sowie 1995 ein neues Blockheizkraftwerk in der Stadtheide.
1996 unterstützen die Stadtwerke Schwäbisch Hall den Bau einer Windkraftanlage zwischen Bühlerzimmern und Veinau und beteiligten sich schließlich an der WIKRA Windkraftanlagen GmbH. 1997 wurde das Kraftwerk in der Alfred-Leikam-Straße in Schwäbisch Hall in Betrieb genommen. Außerdem wurde die hundertprozentige Tochterfirma Hallkom GmbH als Betreiberin eines Bündelfunknetzes gegründet, dessen Betrieb 1998 aufgenommen wurde. 1998 beteiligten sich die Stadtwerke Schwäbisch Hall mit 1,8 % an der Stadtwerke-Kooperation SüdWestStrom sowie mit 37,5 % an der neu gegründeten Stadtwerke Sindelfingen GmbH.
2000 übernahmen die Stadtwerke Schwäbisch Hall die Anteile an der WIKRA GmbH und integrierten die Gesellschaft voll in die Stadtwerke Schwäbisch Hall GmbH. Im selben Jahr wurde außerdem die Holzverstromung Hall GmbH als hundertprozentiges Tochterunternehmen gegründet und die Stadtwerke schlossen sich mit Anteilen von 16,67 % der Energiepartner Süd GmbH, einem Arbeitskreis mehrerer Stadtwerke, an.
2001 führten die Stadtwerke Schwäbisch Hall die „HallCard“ als bargeldloses Bezahlsystem für Parkvorgänge in Schwäbisch Hall ein. 2003 übernahm das Versorgungsunternehmen einen Anteil von 0,36 % an der Trianel European Energy Trading GmbH, kaufte die ESA Energiedienstleistungsgesellschaft Sankt Augustin GmbH (ein Energieversorger in der Nähe von Bonn) auf und beteiligte sich mit 33 % an der KWA Contracting, ein Unternehmen, das sich auf den Bau, den Betrieb und die Finanzierung von Energieerzeugungsanlagen spezialisiert hat. Außerdem legten die Stadtwerke 2003 einen Solarfonds auf, der 4 Mio. Euro enthielt und neue Photovoltaik- und Stromerzeugungsanlagen aus erneuerbarer Energie und Kraft-Wärme-Kopplung finanzierte.
2007 ging ein Pflanzenölkraftwerk, das mit einem alten Schiffsdieselmotor betrieben wurde, in Betrieb. In diesem Kontext beteiligten sich die Stadtwerke Schwäbisch Hall an der Gründung der German Bio-Energy GmbH und der SBE Sustainable Bio Energy Holding GmbH. 2008 beteiligten sich die Stadtwerke mit 48 % an der Gründung der EMW Energieversorgung Mainhardt Wüstenrot GmbH.
Um die regionale Erzeugung von Biogas zu fördern und das Biogas dann als Treibstoff für die Kraftwerksmotoren zu nutzen, haben sich die Stadtwerke Schwäbisch Hall im Jahr 2009 mit 25,1 % an der Biogasanlage Reber GmbH beteiligt. 2010 erfolgte die Beteiligung an der Gründung der Solar Invest AG, eine Gesellschaft zur Planung, Bau und Betrieb regenerativer Kraftwerksanlagen. Die Stadtwerke übertrugen der Solar Invest AG ihre eigenen, regenerativen Anlagen. 2013 wurde eine Brennstoffzellenheizung sowie eine Biomethanerzeugungsanlage (im Landkreis Donau-Ries) in Betrieb genommen. Außerdem übernahmen die Stadtwerke Schwäbisch Hall 2013 eine Mehrheitsbeteiligung an der Somentec Software GmbH, einem Hersteller von Abrechnungssoftware für Energieversorger. 2015 ging ein neues Umspannwerk sowie ein Windpark mit sieben Anlagen an der Kohlenstraße in Betrieb. 2017 wurde der Windpark Rote Steige in Betrieb genommen. 2021 beteiligten sich die Stadtwerke mit 49 % des Stammkapitals an der Gründung der Stadtwerke Öhringen GmbH.
Bis heute ist das Unternehmen zu 100 % in kommunaler Hand der Stadt Schwäbisch Hall, die rund 10 % direkte Anteile und rund 90 % Anteile über die SHB Schwäbisch Haller Beteiligungsgesellschaft mbH hält. Zur SHB gehören neben den Stadtwerken Schwäbisch Hall die beiden städtischen Unternehmen HGE Haller Grundstücks- und Erschließungsgesellschaft mbH und GWG Grundstücks- und Wohnungsbaugesellschaft mbH Schwäbisch Hall.

## Geschäftsfelder
Unter der Marke SHERPA-X werden im Unternehmensverbund der Stadtwerke Schwäbisch Hall energiewirtschaftliche Dienstleistungen und eine Abrechnungssoftware für Kommunen, Wärmeversorger, Netzbetreiber, Stadtwerke und andere Energievertriebsgesellschaften angeboten. Derzeit (Stand 2017) werden Geschäftsprozesse für die Sparten Strom, Erdgas, Wärme, Wasser und Abwasser bundesweit und in Österreich von über 60 Dienstleistungskunden abgewickelt.
Unter dem Namen ASCARI werden technische Dienstleistungen angeboten, wie die Aufschaltungen von Anlagen und Energienetzen auf die Netzleitwarte Schwäbisch Hall zur Überwachung und Steuerung. Darüber hinaus bietet das Versorgungsunternehmen die Planung, die Finanzierung, den Bau und den Betrieb von Energieerzeugungs- und Heizungsanlagen (Contracting) an.

### Strom
Die Stadtwerke Schwäbisch Hall legen bei der Energieerzeugung großen Wert auf Umweltfreundlichkeit und Nachhaltigkeit. Kraft-Wärme-Kopplungsanlagen und erneuerbare Energien wie Photovoltaik, Wasserkraft, Windenergie und Biomasse spielen dabei eine wesentliche Rolle. Seit Ende 2018 stellen die Stadtwerke Schwäbisch Hall den in ihrem Netzgebiet verbrauchten Strom bilanziell zu 100 % aus erneuerbaren Energien bereit. Seit 2022 versorgen die Stadtwerke ihr Netzgebiet vollständig mit Strom aus erneuerbaren Energien, der in ihrer Region erzeugt wurde.
Die Stromerzeugung im Netzgebiet der Stadtwerke Schwäbisch Hall GmbH lag im Jahr 2022 bei insgesamt 342 GWh und teilte sich wie folgt auf:
- GuD/BHKW/Biomasse/Biogas: 113,3 GWh
- Wasserkraft/ Photovoltaik: 83,5 GWh
- Windkraft: 119,1 GWh
- Stromabgabe im Netzgebiet: 287 GWh
- Stromhandelsvolumen: 1.382 GWh

Die Stadtwerke Schwäbisch Hall vertreiben Strom unter der Marke PremiumStrom.
Seit 2015 wird der Windpark Kohlenstraße südöstlich der Stadt an der Kohlenstraße in den Limpurger Bergen mit sieben Anlagen des Typs Vestas V126-3.3MW (insgesamt 23 MW Nennleistung) betrieben. Die nördlichste Anlage gehört dem Bürgerwindpark Hohenlohe.
Der zweigeteilte Windpark Rote Steige wurde seit 2017 westlich der Stadt Schwäbisch Hall gebaut. Nördlich der Bundesstraße 14 auf der Gemarkung Michelfeld errichteten die Stadtwerke Schwäbisch Hall im Jahr 2017 zwei Anlagen des Typs Vestas 136 mit jeweils 3,6 MW (Nabenhöhe: 149 Meter, Rotordurchmesser: 136 Meter, Gesamthöhe: 217 Metern). Der Bau einer dritten Anlage wurde im Jahr 2018 abgeschlossen. Erwartet wird ein jährlicher Stromertrag von etwa 27 Mio. kWh. Südlich der B14 auf der Gemarkung Mainhardt baute die Firma Uhl Windkraft drei Anlagen desselben Typs.
Die Stadtwerke Schwäbisch Hall nahmen im Jahr 2017 zudem einen Batteriespeicher der Firma Siemens mit 1 MW Leistung und 1,4 MWh Speichertiefe in Betrieb.

### Gas
Ende März 1972 wurde das neue Gaswerk in Schwäbisch Hall-Hessental eingeweiht. 1982 wurde Schwäbisch Hall an die Erdgasfernleitung Stuttgart – Schwäbisch Hall – Crailsheim angeschlossen. Erdgas wird heute hauptsächlich zum Heizen eingesetzt, aber auch zum Kochen, im Gewerbe und für den Betrieb von Erdgasfahrzeugen. Die Stadtwerke Schwäbisch Hall vertreiben Gas unter der Marke PremiumErdgas.
Die Gasabgabe im Netzgebiet lag im Jahr 2022 bei 641 GWh.

### Wasser
1957 wurde die Stadt Schwäbisch Hall an die Fernwasserversorgung „Nordost“ angeschlossen. Parallel dazu wurde die eigene Grundwassergewinnung ausgebaut. Der Bedarf von damals 126 Litern pro Sekunde wurde zu 76 Litern aus dem Fluss Kocher und zu 50 Litern von der Nordostwasserversorgung gedeckt. 1976 wurden die Anforderungen an das Trinkwasser gesetzlich geregelt. 1997 kamen noch 70 % des Wassers aus der Flusswasseraufbereitungsanlage bei Uttenhofen, die 1999 geschlossen wurde. Seit 2006 kooperiert die Stadtwerke Schwäbisch Hall GmbH mit dem NOW Zweckverband Wasserversorgung Nordostwürttemberg in Crailsheim und der Biberwassergruppe in Michelfeld. Der Großteil des Wassers für Schwäbisch Hall kommt seitdem per Fernwasserbezug der NOW aus dem Wasserwerk Landeswasserversorgung Stuttgart bei Langenau im Donau-Ries. Die Wasserabgabe an Letztverbraucher lag im Jahr 2022 bei 2.910.000 m3.

### Wärme
Erste Überlegungen für den Einsatz von Nahwärme gab es in Schwäbisch Hall Anfang der 1970er Jahre, bei der Planung des Baugebiets Teurershof. 1991 wurde der Ausbau von Blockheizkraftwerken in Schwäbisch Hall beschleunigt. Seit 1996 sind die Bausparkasse und große Teile der Innenstadt an Nahwärme angeschlossen. Die bestehenden Nahwärmeinseln wurden untereinander verbunden, sodass daraus ein großer Nahwärmeverbund entstand.
Die Stadtwerke Schwäbisch Hall haben inzwischen mehr als 60 Kraft-Wärme-Kopplungsanlagen mit einer elektrischen Leistung von rund 30 Megawatt installiert. Mehrere der Anlagen werden mittlerweile mit Biomethan betrieben. Über 50 % der Wärme, die in das Wärmenetz eingespeist wird, wird aus Bioenergie erzeugt. Die Wärmeabgabe betrug im Jahr 2022 159 GWh.

### Bäder
Die Stadtwerke Schwäbisch Hall betreiben das Schenkenseebad in Schwäbisch Hall, das Hallenbad in Michelbach/Bilz, eine Kleinschwimmhalle in Schwäbisch Hall sowie das Freibad in Rosengarten Rieden. Am Solbad in Schwäbisch Hall sind die Haller Stadtwerke zu 60 % beteiligt.
Auf dem Gelände des Schenkenseebads gibt es ein Freizeitbad, einen Saunapark, ein Freibad sowie ein Fitness-Center.

### Parkierung
Der Einstieg in den Parkhausbetrieb erfolgte im Jahr 2001, als der Stadt Schwäbisch Hall Gewerbesteuereinnahmen wegbrachen, da die Gewinne eines großen örtlichen Banken- und Versicherungsunternehmens nach Frankfurt abflossen. 80 % der städtischen Einnahmen fehlten nun im Haushalt der Stadt.
Um den städtischen Etat zu entlasten, verkaufte die Stadt vier Parkhäuser an die Stadtwerke Schwäbisch Hall GmbH. Die anderen Parkierungseinrichtungen blieben bei der Stadt, werden seither aber von den Stadtwerken mit betrieben. Zusammen mit einem Softwareunternehmen begannen die Haller Stadtwerke mit der Entwicklung von Software für Kassensysteme im Bereich von Bädern und Parkierung und führten die „HallCard“ ein.
Seit 2017 erhielten alle Neukunden der HallCard zudem einen RFID-Aufkleber. Die UHF-basierte Technik sorgt dafür, dass sich die Schranken in den Parkierungseinrichtungen beim Heranfahren automatisch öffnen.
Im Jahr 2023 wurde die HallCard durch die neue HallKarte ersetzt. Mit der HallKarte lassen sich sowohl die Parkierungseinrichtungen, als auch die Bäder der Stadtwerke Schwäbisch Hall nutzen. Die Abrechnung erfolgt bargeldlos und minutengenau. Als Stromkunde der Stadtwerke Schwäbisch Hall profitiert man von einem zusätzlichen Treue-Rabatt beim Eintritt in die Bäder und beim Parken.
Neben der HallKarte gibt es auch die Möglichkeit ein Ticket als Dauerparker zu erwerben. Dies nutzen vor allem Bewohner der Innenstadt Schwäbisch Hall bzw. Arbeitnehmer deren Arbeitsstätte im Stadtgebiet liegt.

## Netzgebiet
Das Netzgebiet der Stadtwerke Schwäbisch Hall GmbH erstreckt sich über die Städte und Gemeinden Schwäbisch Hall, Michelbach, Rosengarten, Michelfeld, Mainhardt, Wüstenrot, Untermünkheim und Braunsbach.

## Unternehmensstruktur
Geschäftsführer der Stadtwerke Schwäbisch Hall sind seit 1. Februar 2015 Gebhard Gentner und Ronald Pfitzer.
Das Unternehmen machte 2022 einen Umsatz von 451,7 Mio. Euro und hat 685 Mitarbeiter.

### Beteiligungen und Tochtergesellschaften
Energieversorgungen und Stadtwerke
- Energie-Rhein-Sieg GmbH (100,00 %)[2]
- Haller Energiebeteiligungen GmbH (100,00 %)[2]
- Haller Energiebeteiligungen GmbH (100,00 %)[2]
- Power Supply Systems GmbH (75,10 %)[2]
- Stadtwerke Öhringen GmbH (49,90 %)[2]
- Stadtwerke Olching GmbH (49,00 %)[2]
- Ahrtal-Werke GmbH (49,00 %)[2]
- Energieversorgung Mainhardt Wüstenrot GmbH & Co. KG (47,60%)[2]
- Energieversorgung Mainhardt Wüstenrot Verwaltungs GmbH (47,60%)[2]
- Energieversorgung Michelfeld GmbH (47,60 %)[2]
- Stadtwerke Sindelfingen (29,90 %)[2]
- KommunalPartner Beteiligungsgesellschaft mbH & Co. KG (16,67 %)[2]

Dienstleistungsgesellschaften (Handel/Vertrieb/Dienstleistungen)
- SHERPA GmbH, Österreich (100,00 %)[2]
- Somentec Software GmbH (100,00 %)[8][2]
- Solbad Schwäbisch Hall GmbH (60,00 %)[2]
- KWA Contracting AG (58,50 %)[8][2]
- Grundstücksgesellschaft Solarfabrik-GSF-GbR (50,00 %)[2]
- RSE Rheinisch-Schwäbische Energie GmbH (50,00 %)[2]
- HKS Systeme GmbH (49,90 %)[30][2]
- enysist GmbH (24,90 %)[2]
- EnergiePartner GmbH (16,67 %)[2]
- Südwestdeutsche Stromhandels GmbH (1,30 %)[2]
- Trianel GmbH (0,26 %)[2]

Gesellschaften zur Energieerzeugung
- Haller Windenergie Beteiligungen GmbH (100,00 %)[2]
- Windpark Rote Steige GmbH & Co. KG (100,00 %)[3][2]
- Solar Invest AG (71,83 %)[2]
- Windpark Kohlenstraße GmbH & Co. KG (51,00 %)[2]
- Biogasanlage Reber GmbH & Co. KG (40,00 %)[2]
- Biogasanlage Reber Verwaltungsgesellschaft mbH (40,00 %)[2]
- Bürgerwindpark Bretzfeld-Obersulm GmbH & Co. KG (23,61 %)[36][2]
- Windpark Köthen GmbH & Co. KG (6,10 %)[2]
- TOW Trianel Onshore Windkraftwerke GmbH & Co. KG (5,49 %)[2]
- Trianel Wind und Solar GmbH & Co.KG (1,96 %)[2]
- Trianel Gaskraftwerk Hamm GmbH & Co. KG (1,87 %)[2][37]

(Stand: 31. Dezember 2022)

## Auszeichnungen
- 1998: Europäischer Solarpreis[38]
- 2008: B.A.U.M. Umweltpreis[38]
- 2012: Auszeichnung für den ehemaligen Geschäftsführer Johannes van Bergen als Energiemanager des Jahres[39]
- 2012: Vorreiter der Energiewende[40]
- 2012: Auszeichnung zur Energiekommune[3]
- 2013: Dritter Platz des Deutschen Rechenzentrumspreis in der Kategorie „Energie- und ressourceneffiziente Rechenzentren (bis 300 m2)“[41]
- 2018: DtGV-Service-Award in der Kategorie „Kundendienst“[42]
- 2018–2022: Studie 360° - Versorgerstudie – Prämierung „Ausgezeichnet“[43][44]
- 2022: Top-Lokalversorger Wärme (ebenso in den Vorjahren)[45]
- 2022: Top-Lokalversorger Strom & Gas (ebenso in den Vorjahren)[45]

## Kritik
Aufgrund der Kritik von Umweltschützern, wie der Initiative „Rettet den Regenwald“ und von Greenpeace, gegen den Einsatz von Palmöl bei einem Kraftwerksmotor wurde 2008 nach langer Diskussion um den besten Pflanzenöleinsatz auf Rapsöl umgestellt, das zunächst aus wirtschaftlichen Gründen nicht infrage kam. Heute ist kein Pflanzenöl mehr im Einsatz.